# 엘리엇 야민
엘리엇 야민(Elliott Yamin, 1978년 7월 20일 ~ )은 미국의 가수로, 《아메리칸 아이돌 시즌 5》에서 3위를 하였다.